# کوین رنو
کوین رنو (انگلیسی: Kévin Renaut؛ زادهٔ ۲۸ آوریل ۱۹۹۱) بازیکن فوتبال اهل فرانسه است.
از باشگاه‌هایی که در آن بازی کرده‌است می‌توان به باشگاه فوتبال نیم المپیک اشاره کرد.